# Curtonotum gibbum
Curtonotum gibbum är en tvåvingeart som först beskrevs av Fabricius 1805.  Curtonotum gibbum ingår i släktet Curtonotum och familjen Curtonotidae. Inga underarter finns listade i Catalogue of Life.